# Ngô Tấn Nhơn
Ngô Tấn Nhơn (1914 - 2005) là kỹ sư Canh nông, một trong những Bộ trưởng đầu tiên của Chính phủ nước Việt Nam Dân chủ Cộng hòa. Suốt 15 năm trực tiếp gắn bó với ngành nông nghiệp, trong đó có 8 năm làm Bộ trưởng Bộ Canh nông (nay là Bộ Nông nghiệp - Phát triển Nông thôn) trong chính phủ, kỹ sư đã để lại những dấu ấn lớn trong việc xây dựng nền nông nghiệp nước nhà.